# 马沃奥尔
马沃奥尔（Mavoor），是印度喀拉拉邦Kozhikode县的一个城镇。总人口27843（2001年）。

## 人口
该地2001年总人口27843人，其中男性13798人，女性14045人；0—6岁人口3507人，其中男1776人，女1731人；识字率82.03%，其中男性为84.69%，女性为79.41%。